# Südafrikanische Cricket-Nationalmannschaft in Sri Lanka in der Saison 1993
Die Tour des südafrikanischen Cricket-Nationalmannschaft nach Sri Lanka in der Saison 1993 fand vom 22. August bis zum 19. September 1993 statt. Die internationale Cricket-Tour war Teil der internationalen Cricket-Saison 1993 und umfasste drei Test Matches und drei ODIs. Südafrika gewann die Test-Serie 1–0, während die ODI-Serie unentschieden 1–1 endete.

## Vorgeschichte
Beide Mannschaften trafen sich vorher bei dem Cricket World Cup in Australien und Neuseeland. Für Südafrika war es die erste Tour der Saison und auch nach ihren Wiederaufnahme nach dem Ende ihres Apartheid-verbundenen Spielverbots. Sri Lanka spielte vor diesem Tour eine Heimtourserie gegen Indien. Das ist allerdings das allererste Aufeinandertreffen beider Mannschaften bei einer Tour.

## Stadien
Die folgenden Stadien wurden für die Tour als Austragungsort vorgesehen.
| Stadion                                 | Stadt    | Kapazität | Spiele      |
| --------------------------------------- | -------- | --------- | ----------- |
| Khettarama Stadium (K)                  | Colombo  | 35.000    | 2. & 3. ODI |
| Paikiasothy Saravanamuttu Stadium (PPS) | Colombo  | 15.000    | 3. Test     |
| Sinhalese Sports Club Ground (SSC)      | Colombo  | 10.000    | 2. Test     |
| Asgiriya Stadium                        | Kandy    | 10.300    | 1. ODI      |
| Tyronne Fernando Stadium                | Moratuwa | 16.000    | 1. Test     |

## Kaderlisten
Die Mannschaften benannten die folgenden Kader.
| Test | Test | ODI | ODI |
| Sri Lanka | Südafrika | Sri Lanka | Südafrika |
| --- | --- | --- | --- |
| - Arjuna Ranatunga (K) - Pubudu Dassanayake (wk) - Kumar Dharmasena - Asanka Gurusinha - Chandika Hathurusinghe - Sanath Jayasuriya - Ruwan Kalpage - Dulip Liyanage - Roshan Mahanama - Muthiah Muralidaran - Champaka Ramanayake - Aravinda de Silva - Hashan Tillakaratne - Pramodya Wickramasinghe - Piyal Wijetunge | - Kepler Wessels (K) - Hansie Cronje - Daryll Cullinan - Jimmy Cook - Allan Donald - Clive Eksteen - Andrew Hudson - Brian McMillan - Jonty Rhodes - David Richardson (wk) - Brett Schultz - Richard Snell - Pat Symcox | - Arjuna Ranatunga (K) - Pubudu Dassanayake (wk) - Asanka Gurusinha - Chandika Hathurusinghe - Sanath Jayasuriya - Ruwan Kalpage - Romesh Kaluwitharana (wk) - Roshan Mahanama - Muthiah Muralidaran - Champaka Ramanayake - Aravinda de Silva - Hashan Tillakaratne - Hemantha Wickramaratne - Pramodya Wickramasinghe | - Kepler Wessels (K) - Hansie Cronje - Daryll Cullinan - Jimmy Cook - Allan Donald - Andrew Hudson - Brian McMillan - Jonty Rhodes - David Richardson (wk) - Richard Snell - Pat Symcox - Fanie de Villiers |

## Test Matches

### Erster Test in Moratuwa
| 25. – 30. August Scorecard | Moratuwa | Sri Lanka 331 (127.2) & 300-6 (80) | – | Südafrika 267 (112.5) & 251-7 (112) |
|                            |          | Remis                              |   |                                     |

Sri Lanka gewann den Münzwurf und entschied sich als Schlagmannschaft zu beginnen. Als Spieler des Spiels wurde Arjuna Ranatunga ausgezeichnet.

### Zweiter Test in Colombo
| 6. – 10. September Scorecard | Colombo (SSC) | Sri Lanka 168 (62) & 119 (43)                    | – | Südafrika 495 (181) |
|                              |               | Südafrika gewinnt mit einem Innings und 208 Runs |   |                     |

Sri Lanka gewann den Münzwurf und entschied sich als Schlagmannschaft zu beginnen. Als Spieler des Spiels wurde Brett Schultz ausgezeichnet.

### Dritter Test in Colombo
| 14. – 19. September Scorecard | Colombo (PPS) | Südafrika 316 (121.1) & 159-4 (61) | – | Sri Lanka 296-9d (139.5) |
|                               |               | Remis                              |   |                          |

Südafrika gewann den Münzwurf und entschied sich als Schlagmannschaft zu beginnen. Als Spieler des Spiels wurde Daryll Cullinan ausgezeichnet.

## One-Day Internationals

### Erstes ODI in Kandy
| 22. August Scorecard | Kandy | Sri Lanka 179-5 (41.3) | – | Südafrika 52-4 (14/25) |
|                      |       | No Result              |   |                        |

Südafrika gewann den Münzwurf und entschied sich als Feldmannschaft zu beginnen. 

### Zweites ODI in Colombo
| 2. September Scorecard | Colombo (K) | Südafrika 222-7 (50)           | – | Sri Lanka 98 (34) |
|                        |             | Südafrika gewinnt mit 124 Runs |   |                   |

Südafrika gewann den Münzwurf und entschied sich als Schlagmannschaft zu beginnen. Als Spieler des Spiels wurde Brian McMillan ausgezeichnet.

### Drittes ODI in Colombo
| 4. September Scorecard | Colombo (K) | Sri Lanka 198-9 (50)          | – | Südafrika 154 (46.1) |
|                        |             | Sri Lanka gewinnt mit 44 Runs |   |                      |

Sri Lanka gewann den Münzwurf und entschied sich als Schlagmannschaft zu beginnen. Als Spieler des Spiels wurde Aravinda de Silva ausgezeichnet.